# Пероза-Канавезе
Пероза-Канавезе (італ. Perosa Canavese, п'єм. Prosa) — муніципалітет в Італії, у регіоні П'ємонт, метрополійне місто Турин.
Пероза-Канавезе розташована на відстані близько 540 км на північний захід від Рима, 39 км на північ від Турина.
Населення — 549 осіб (2014).

## Демографія
Населення за роками:

Станом на 1 січня 2023 року в муніципалітеті офіційно проживало 17 іноземців з 6 країн, серед них 7 громадян країн Євросоюзу.

## Сусідні муніципалітети
- Павоне-Канавезе
- Романо-Канавезе
- Сан-Мартіно-Канавезе
- Скарманьйо